# Christian Alemán
Christian Fernando Alemán Alegría (Guayaquil, 5 febbraio 1996) è un calciatore ecuadoriano, centrocampista del Manta.

## Palmarès

### Club
- Campionato ecuadoriano: 3

Emelec: 2013, 2014
Barcelona SC: 2016